# 西芬奇利站
西芬奇利站（英語：West Finchley tube station）是倫敦地鐵北線高巴尼特支線的一個車站，位於北倫敦巴尼特區芬奇利。本站位於倫敦軌道運輸第4收費區。車站開通於1933年3月1日。

## 歷史
為了服務北芬奇利的新住宅發展，倫敦及東北鐵路公司於埃奇韋爾、高門及倫敦鐵路芬奇利至高巴尼特支線上增設本站。本站於1933年3月1日啟用。當時車站構造和設施均較平實，不少設施均是從北英格蘭的廢棄車站中取得，例如站內的行人天橋就是來自巴恩斯利煤礦鐵路（於1930年結束客運服務）的車站。
1935年，倫敦地鐵宣佈了 1935-1940 新工作計劃（New Works Programme）。該計劃打算興建聯絡線連接倫敦地鐵的高門站（後改稱拱門站）和東芬奇利站，使北線列車服務能夠北延至埃奇韋爾（經磨坊山）或高巴尼特。
高門站（後改稱拱門站）和東芬奇利站之間的聯絡線於1939年完成，北線列車於1939年7月3日起服務東芬奇利站，並於1940年4月14日起擴展服務至高巴尼特站。因此本站亦由當日起開始同時提供倫敦地鐵北線的客運服務。來往高巴尼特和芬斯伯里公園站的倫敦及東北鐵路客運列車服務則於1941年3月2日結束。

## 列車服務
北線列車班次約為3-6分鐘一班。

### 繁忙時間
截至2021年9月, 本站早繁南行班次（每小時）為：
- 4班 往肯寧頓，經查令十字
- 6班 往巴特錫發電站，經查令十字
- 2班 往摩登，經查令十字
- 8班 往摩登，經銀行

這服務班次為本站和芬奇利中央站間提供每小時20班車。

### 非繁忙時間
截至2022年11月, 本站非繁忙時間的南行班次（每小時）為：
- 8班 往巴特錫發電站，經查令十字
- 8班 往摩登，經銀行

### 通宵服務
2016年11月18日起，北線開始逢星期五及六晚提供通宵列車服務，來往摩登和埃奇韋爾 / 高巴尼特站（途經查令十字支線）。北線銀行、磨坊山東及巴特錫支線並不設通宵服務。
2020年3月20日，倫敦地鐵所有通宵服務因2019冠狀病毒病疫情而暫停。北線於2022年7月2日起恢復了原有的通宵列車服務。
本站的南行通宵列車班次（每小時）為:
- 4班 往摩登

## 接駁交通
倫敦巴士13、125、221、326、460、683號及通宵路線N20號均服務本站一帶地區。 
其中倫敦巴士326線於本站西側設有同名巴士站。其餘路線則途經位於本站東邊的巴拉德斯里（Ballards Lane），並於路上設站。

## 車站相片

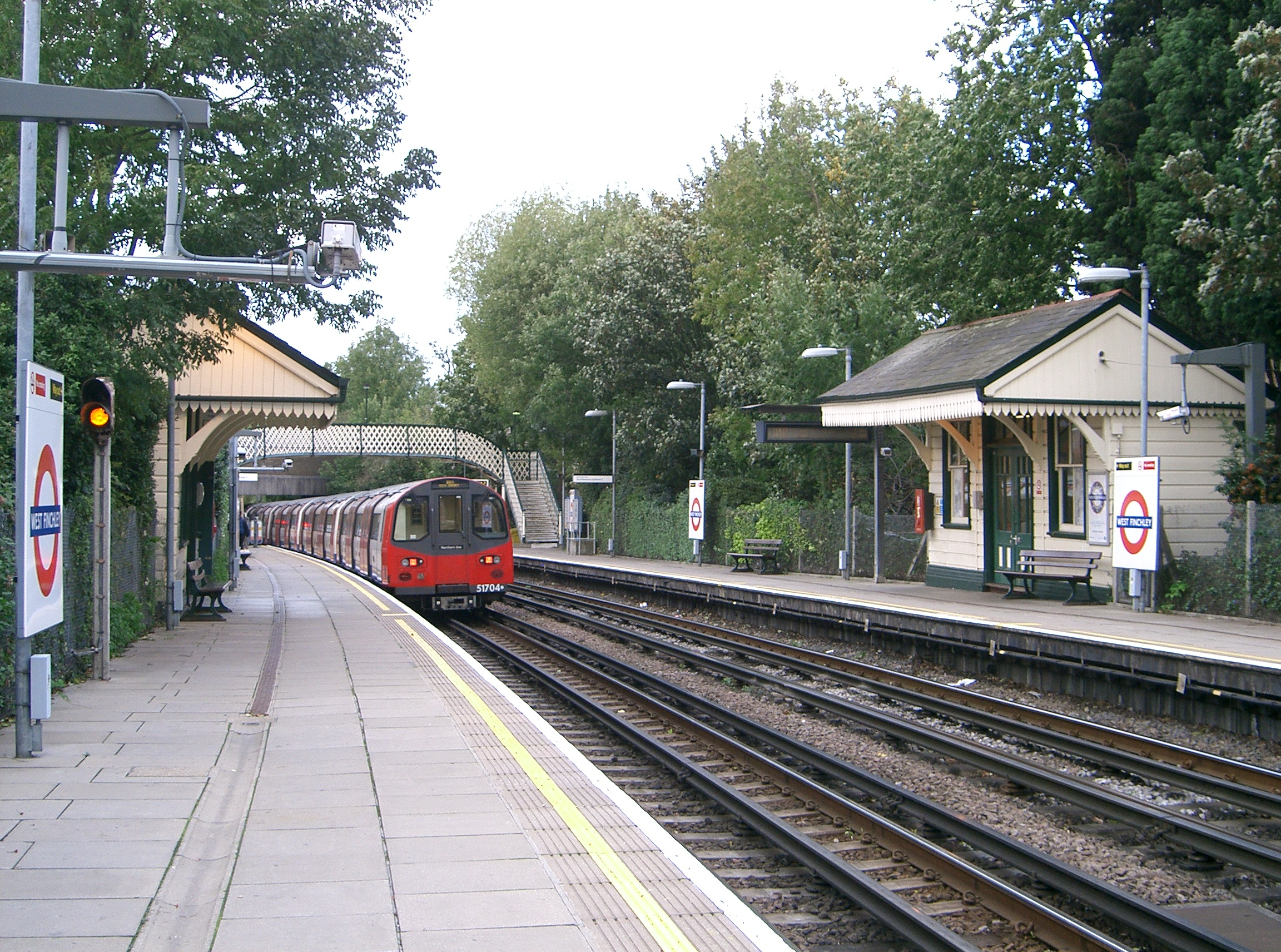
向北望及北行月台及一列將離開本站的列車
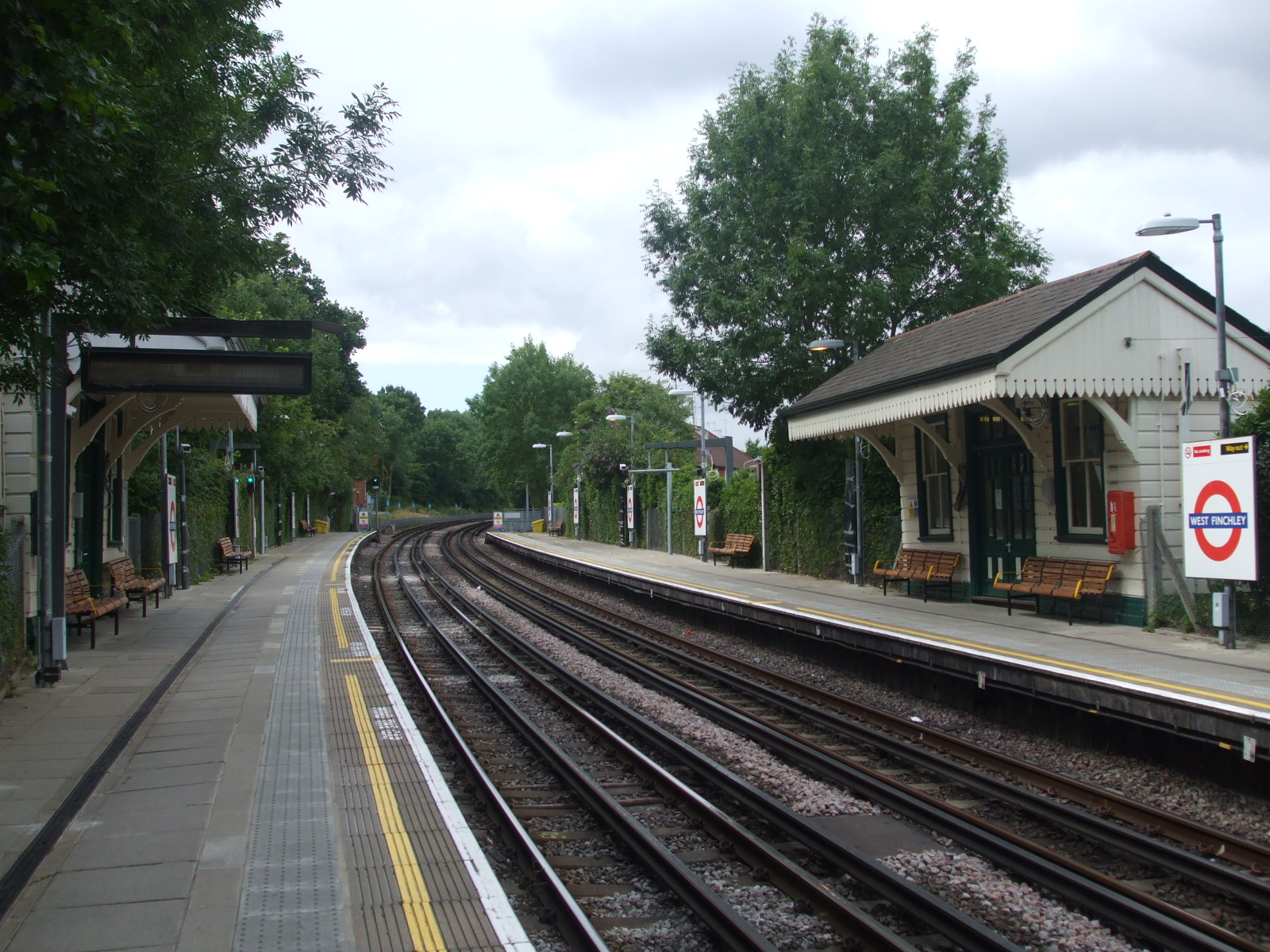
南行月台，視角向南
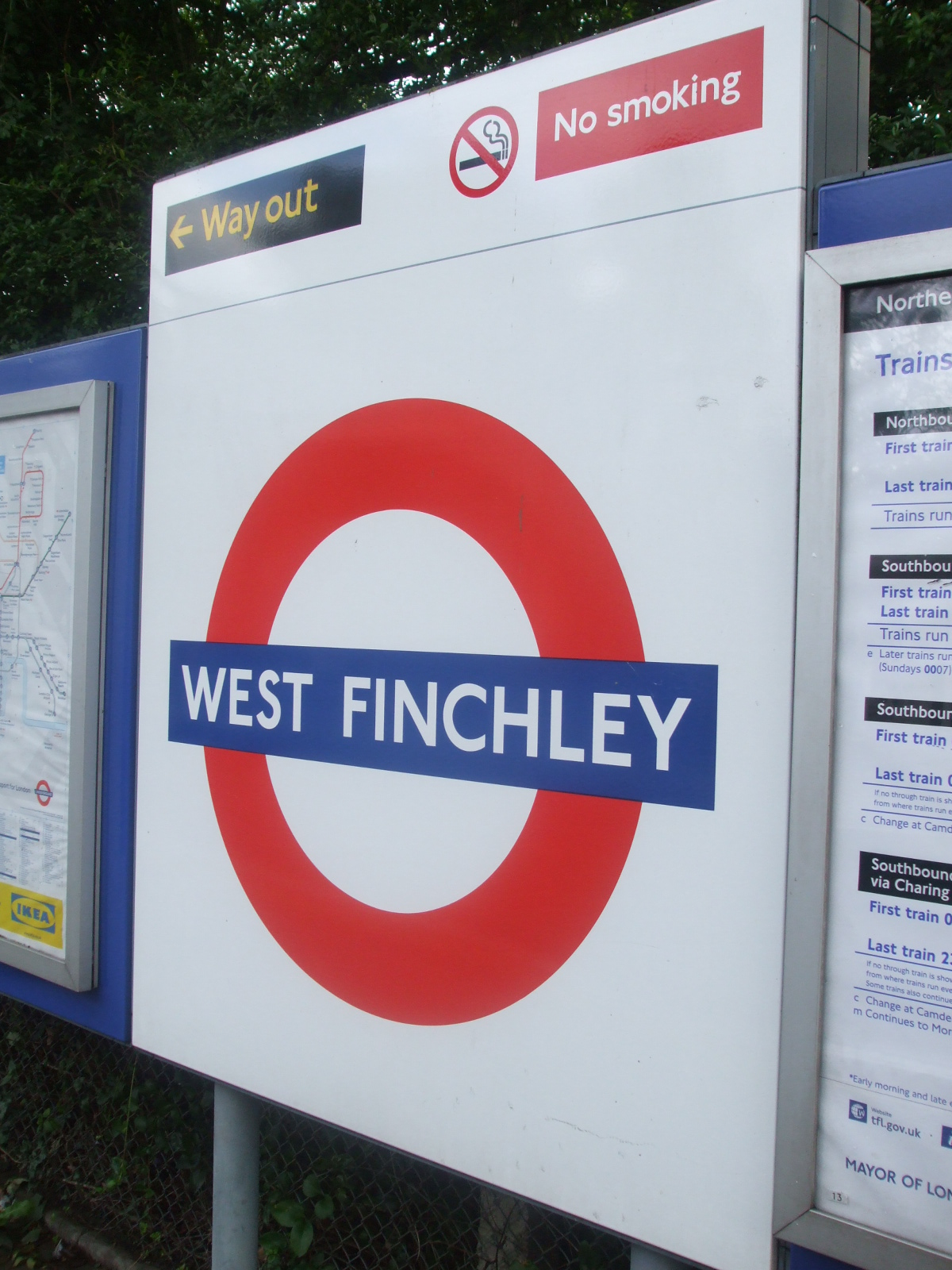
南行月台的圓標

## 外部連結
- London Transport Museum Photographic Archive（页面存档备份，存于）
  - Station in 1935 during LNER period prior to London Transport's take over
  - Station in 1944 showing LNER and London Underground signs